# Station Szarocin
Station Szarocin is een spoorwegstation in de Poolse plaats Szarocin.